# جنگلی‌های نوارسیاه
جنگلی‌های نوارسیاه (نام علمی: Euriphene) نام یک سرده از زیرخانواده دریابدها است.